# تشاکوف (ناحیه بنشوف)
تشاکوف (به چکی: Čakov) یک منطقهٔ مسکونی در جمهوری چک است که در ناحیه بنشوو واقع شده‌است. تشاکوف ۵٫۲۸ کیلومتر مربع مساحت و ۱۲۶ نفر جمعیت دارد و ۴۵۴ متر بالاتر از سطح دریا واقع شده‌است.